# Carlos Pellicer
Carlos Pellicer Cámara (* 16. Januar 1897 in Villahermosa, Tabasco; † 16. Februar 1977 in Mexiko-Stadt) war ein mexikanischer Schriftsteller, Dichter und Politiker. Er gehörte zur ersten Welle modernistischer mexikanischer Dichter und engagierte sich aktiv für die Förderung mexikanischer Kunst, Bilder und Literatur. Als begeisterter Reisender ist sein Werk voller Naturdarstellungen und einer gewissen sexuellen Energie, die er mit seinem Zeitgenossen Octavio Paz teilt.

## Biografie
Pellicer wurde im Januar 1897 in Villahermosa geboren. Der junge Pellicer studierte in Mexiko-Stadt. Im August 1921 gründete er zusammen mit Vicente Lombardo Toledano, Diego Rivera, José Clemente Orozco und Xavier Guerrero die Grupo Solidario del Movimiento Obrero („Solidaritätsgruppe der Arbeiterbewegung“). Er lehrte moderne Poesie an der Nationalen Autonomen Universität von Mexiko und war Direktor der Abteilung für Bildende Kunst. Im Jahr vor seinem Tod wurde er in den Senat gewählt und vertrat den Bundesstaat Tabasco für die PRI. Er half beim Aufbau einer Reihe von Museen, darunter das Frida Kahlo- und das Anahuacalli-Museum in Mexiko-Stadt. In Tepoztlán, Morelos, gibt es ein kleines Archäologiemuseum, das nach Carlos Pellicer benannt ist; ein deutlich größeres befindet sich in seiner Heimatstadt Villahermosa (Museo Regional de Antropología Carlos Pellicer Cámara).

## Künstlerisches Werk
Seine frühen Gedichte, wie Colores en el mar („Farben im Meer“, 1921) und Piedra de sacrificios („Opferstein“, 1924), schilderten oft ruhige und friedliche Landschaften. In seiner späteren Schaffenszeit untersuchte Pellicer jedoch die historischen und spirituellen Implikationen seiner Naturerfahrung. Octavio Paz sagte über sein Werk: „Pellicer, ein großer Dichter, lehrte uns, die Welt mit anderen Augen zu sehen, und veränderte dadurch die mexikanische Poesie. Sein Werk, Poesie mit einer Vielzahl von Arten, wird in einer leuchtenden Metapher gelöst, einem endlosen Lob der Welt.“